# Keasius parvus
Espèce
Keasius parvus est une espèce fossile de requins appartenant au genre Keasius. Il s'agit d'une espèce proche du Requin pèlerin.

## Classification
L'espèce Keasius parvus est décrite en 1908 par le paléontologue français Maurice Leriche (1875-1948),

### Fossiles
Paleobiology Database en 2023 référence vingt-trois collections de fossiles pour 25 occurrences, Du Miocène à l'Eocène, soit :
- du Miocène de Virginie (États-Unis), deux collections.
- de l'Oligocène de Belgique deux, de République tchèque une, de France (Vayres-sur-Essonne et Maintenon) deux, d'Allemagne dix, des Pays-Bas une, de Pologne une, de Roumanie une, de Caroline du Sud une collection.
- de l'Eocène à l'Oligocène de République tchèque une collection
- de l'Eocène d'Ukraine une collection[2].

Ceci date la période validée des fossiles de 48,6 à 11,62 Ma avant notre ère et durant le Cénozoïque.